# (37592) Pauljackson
1991 TG7 (asteroide 37592) é um asteroide da cintura principal. Possui uma excentricidade de 0.05910610 e uma inclinação de 5.17787º.
Este asteroide foi descoberto no dia 3 de outubro de 1991 por Freimut Börngen e Lutz D. Schmadel em Tautenburg.